# Tabor (Iowa)
Tabor és una població dels Estats Units a l'estat d'Iowa. Segons el cens del 2000 tenia 993 habitants.

## Demografia
Segons el cens del 2000, Tabor tenia 993 habitants, 387 habitatges, i 267 famílies. La densitat de població era de 299,5 habitants/km².
Dels 387 habitatges en un 30,5% hi vivien nens de menys de 18 anys, en un 55,6% hi vivien parelles casades, en un 11,6% dones solteres, i en un 31% no eren unitats familiars. En el 28,7% dels habitatges hi vivien persones soles el 20,2% de les quals corresponia a persones de 65 anys o més que vivien soles. El nombre mitjà de persones vivint en cada habitatge era de 2,38 i el nombre mitjà de persones que vivien en cada família era de 2,91.
Per edats la població es repartia de la següent manera: un 24,1% tenia menys de 18 anys, un 5,2% entre 18 i 24, un 22,6% entre 25 i 44, un 23% de 45 a 60 i un 25,2% 65 anys o més.
L'edat mediana era de 44 anys. Per cada 100 dones de 18 o més anys hi havia 74,1 homes.
La renda mediana per habitatge era de 36.750 $ i la renda mediana per família de 50.000 $. Els homes tenien una renda mediana de 31.042 $ mentre que les dones 23.068 $. La renda per capita de la població era de 16.979 $. Entorn del 3,7% de les famílies i el 7,9% de la població estaven per davall del llindar de pobresa.

## Poblacions més properes
El següent diagrama mostra les poblacions més properes.